# Vucic Rókus
Vucic Rókus (Roko Franjo Vučić, Portoré, 1850. augusztus 15. – Zengg, 1914. július 2.) zengg-modrusi megyéspüspök. Neve előfordul Vucsich és Vucsics alakban is.

## Élete
Zenggben tanult, majd 1871 és 1875 között a Collegium Germanicum et Hungaricum növendéke volt. 1874. május 20-án szentelték pappá. 1876-tól hitoktató volt Fiumében, 1883-ban pedig a zenggi püspöki papnevelő intézet lelki igazgatója és az erkölcstan és lelkipásztorkodástan tanára lett. 1892-ben kanonok lett, kánonjogi doktorátust szerzett és az egyháztörténet  tanárává nevezték ki. 1900-ban apostoli protonotárius lett. 1906-tól a zengg–modrusi egyházmegye püspöki helynöke, 1907. július 5-től helenopoliszi felszentelt püspök volt. 
1910. április 7-én Ferenc József zengg-modrusi megyéspüspökké nevezte ki, május 24-én kinevezését a pápa megerősítette. 1914-ben egy kéthetes bérmakörút során a Gacka-mezőnél meghűlt és hörghurutot kapott. Július 2-án hunyt el Zenggben. Régóta cukorbajban és érelmeszesedésben szenvedett. Szülővárosában, a családi sírboltban temették el.